# Елеонора Джорджі
Елеонора Джорджі (італ. Eleonora Giorgi; 21 жовтня 1953, Рим — 3 березня 2025, там само) — італійська акторка, кінорежисерка, сценаристка, продюсерка. Секс-символ 1970-х, володарка премії «Давид ді Донателло» (1982).

## Життєпис
Народилася в Римі в родині англійського походження (її бабуся по батькові була з Лондона) та угорського (з боку матері).
Вперше на великому екрані Джорджі з'явилася в епізодичній ролі Мейд у фільмі «Чорне черево тарантула» (1971). Знявшись у фільмі «Рим» Федеріко Фелліні, в «Історії усамітненої монахині», фільмі еротично-монастирського жанру, де відзначилася з Катрін Спаак, Джорджі дебютувала як провідна акторка 1973 року. Наступного року знялася в еротичному фільмі «Аппасіоната» у тандемі з Орнеллою Муті, в ролі малолітньої спокусниці стоматолога. У тому ж році позує повністю оголеною для італійського видання Playboy.
У 1974 році була під слідством через смерть свого 17-річного бойфренда Алессандро Момо в аварії, в якій він керував мотоциклом Honda CB 750 Four, який вона позичила йому перед поїздкою. Момо ще не мав кваліфікації керувати транспортним засобом, відповідно до правил, які передбачали повноліття у 21 рік. В інтерв'ю з Піппо Баудо в епізоді від 2 жовтня 2016 року Джорджі сказала, що у неї була серйозна залежність від героїну, яка розпочалася в 1974 після смерті Момо.
Після кількох фільмів жанру італійської сексуальної комедії Джрджі почала зніматися в драматичних ролях у фільмах «Агнеса помирає» (1976) та «Спіраль туману» (1977); у 1979 році зіграла у фільмі «Чоловік на колінах» Даміано Даміані та у фільмі «Забути Венецію» Франко Брусаті. Пізніше знов відновлює кар'єру в комедійних фільмах, часто в парі з відомими інтерпретаторами італійської комедії 1980-х, як-от Ренато Поццетто («Моя дружина — відьма»), Карло Вердоне, Джонні Дореллі та Адріано Челентано, з яким знімалася в «Оксамитових ручках» (1979) та «Гранд-готель „Ексельсіор“» (1982).
У 1980 році записала пісню «Magic» для саундтреку до фільму «Моя дружина — відьма», написаного Детто Маріано, яка так і не була видана на диску. Працювала на радіо протягом 1984—1986 років та на телебаченні, беручи участь у різних шоу та ток-шоу, включаючи Un disco per l'estate у 1983 році та у двох виданнях Sotto le stelle. Також знімалася у численних фільмах-блокбастерах, таких як «Казкові руки» (1983), «Смак моря 2 ― Рік потому» (1983), «Давайте прояснимо» (1984), «Джованні Сенцапенсієрі» (1985), «Лисиця» (1988) і «Однокласники» (1988).
У 1979 році одружилася з видавцем Анджело Ріццолі, розлучилася у 1984 році. У березні 1980 року народила сина Андреа. Розлучилася з Ріццолі у 1984 році після скандалу Propaganda Due, в результаті якого той був заарештований. Суд Мілану відніс половину доходу від продажу його частки Джорджі. Згідно з її біографією та в деяких телевізійних інтерв'ю наприкінці 1980-х Джорджі вважала за краще піти від світу кіно через важкі моральні судження, висловлені громадською думкою та виразниками великого екрану саме стосовно цієї справи, яка мала серйозні наслідки на людському та професійному рівнях, фактично виключаючи її у будь-якій можливості отримати важливі ролі в кіно, але, і перш за все, присвятити себе приватному особистому життю.
У 1988 році Елеонора Джорджі пішла з кіно, жила з сім'єю і дітьми на фермі.
У 1990-х і 2000-х роках її акторська діяльність була зосереджена переважно на телебаченні, де вона брала участь у кількох успішних серіалах, таких як «Смерть відьми», «Дядько Америки», «Я Чезароні».
У 1993 році одружилася з італійським актором Массімо Чіаварро. У 1991 році народила сина Паоло Чіаварро. Розлучилася у 1996 році. Після розлучення з Чіаварро була заручена до 2007 року з романістом Андреа Де Карло.
У 2003 році Джорджі дебютувала власним фільмом «Чоловіки та жінки, кохання та брехня», у головній ролі знявши Орнеллу Муті, свою головну суперницю у комедіях 1980-х. У 2008 році дебютувала як театральна акторка в комедії «Квітка кактуса» П'єра Баріє та Жана-П'єра Греді, режисер Гульєльмо Ферро. У наступні роки знімалася в «Двоє непереборних хлопчиків та свекрухи на межі нервового зриву».
У 2009 році зняла свій другий фільм «Останнє літо», який продюсувала зі своїм другим колишнім чоловіком Массімо Чаварро.
Після кількох років перерви, у 2016 році Елеонора Джорджі повернулася, щоб знятися у двох фільмах: «Мій батько Джек» Тоніно Дзангарді та «Очікування та зміни», а також стати головною героїнею епізоду кримінального телесеріалу «Дон Маттео». Вона також продовжила діяльність як радіоведуча на Rai Radio 2.
У 2018 році Джорджі бере участь телевізійній програмі «Танці з зірками». Після того, як вона заявила, що її не цікавлять маленькі ролі, які кінематограф відводить акторкам її віку, вона продовжувала віддавати перевагу телебаченню, щоб підтримувати стосунки зі своєю аудиторією.
В інтерв'ю газеті La Verità 2021 року Джорджі сказала, що не погодилася вести «Фантастіко 3» і що відмовилася від жіночих головних ролей у «Парк Горького» та «Я, К'яра і Похмурий» на користь Йоанни Пакули та Джуліани Де Cio.
Елеонора Джорджі померла 3 березня 2025 року в лікарні у Римі від раку підшлункової залози в 71-річному віці.

## Фільмографія

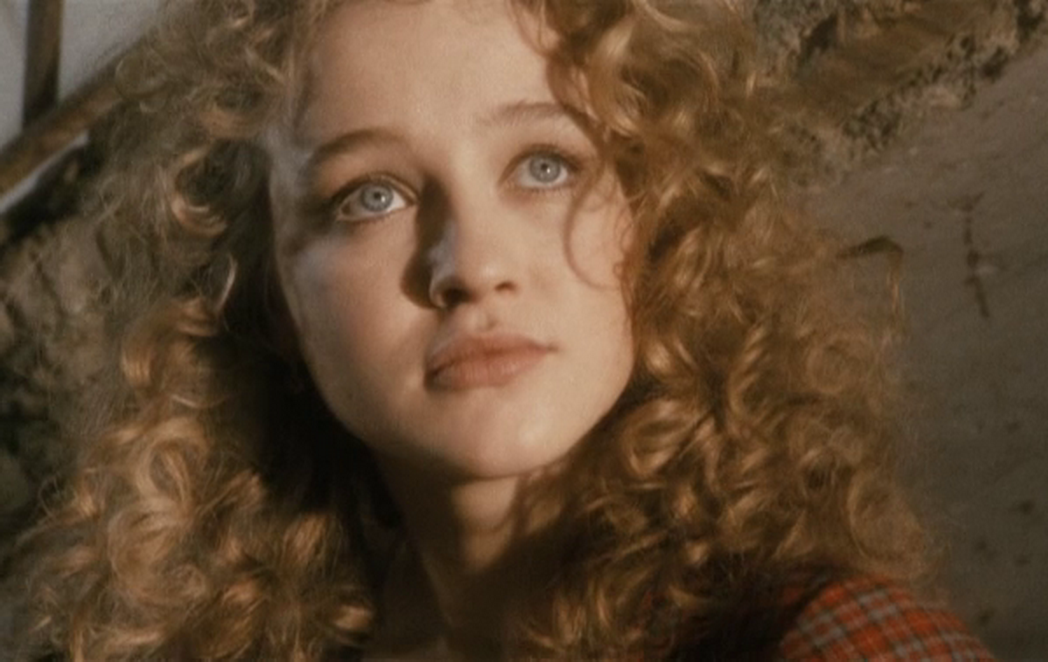
Джорджі в фільмі «Моїй дорогій мамі на день народження» (1974).

### Фільми та серіали
| Назва фільму                                                                                | Рік  |
| ------------------------------------------------------------------------------------------- | ---- |
| Чорне черево тарантула (італ. La tarantola dal ventre nero)                                 | 1971 |
| Рим (італ. Roma)                                                                            | 1972 |
| Три мушкетери на Дикому Заході (італ. Tutti per uno… botte per tutti)                       | 1973 |
| Історія усамітненої монахині (італ. Storia di una monaca di clausura)                       | 1973 |
| Аппассіоната (італ. Appassionata)                                                           | 1974 |
| Поцілунок (італ. Il bacio)                                                                  | 1974 |
| Дорогій мамочці в День народження (італ. Alla mia cara mamma nel giorno del suo compleanno) | 1974 |
| Розчарування (італ. La sbandata)                                                            | 1974 |
| Жити заради кохання (італ. Conviene far bene l'amore)                                       | 1975 |
| Вільні, озброєні і небезпечні (італ. Liberi armati pericolosi)                              | 1976 |
| Агнеса помирає (італ. L'Agnese va a morire)                                                 | 1976 |
| італ. L'ultima volta                                                                        | 1976 |
| Собаче серце (італ. Cuore di cane)                                                          | 1976 |
| італ. Disposta a tutto                                                                      | 1977 |
| Спіраль туману (італ. Una spirale di nebbia)                                                | 1977 |
| італ. Castigo                                                                               | 1977 |
| італ. Ça fait tilt                                                                          | 1978 |
| італ. Suggestionata                                                                         | 1978 |
| італ. 6000 km di paura                                                                      | 1978 |
| італ. Non sparate sui bambini                                                               | 1978 |
| італ. Dimenticare Venezia                                                                   | 1979 |
| Чоловік на колінах (італ. Un uomo in ginocchio)                                             | 1979 |
| Оксамитові ручки (італ. Mani Di Velluto)                                                    | 1979 |
| Пекло (італ. Inferno)                                                                       | 1980 |
| італ. Mia moglie è una strega                                                               | 1981 |
| італ. Nudo di donna                                                                         | 1981 |
| італ. Borotalco                                                                             | 1982 |
| італ. Oltre la porta                                                                        | 1982 |
| Гранд-готель «Ексельсіор» (італ. Grand Hotel Excelsior)                                     | 1982 |
| італ. Mani di fata                                                                          | 1983 |
| італ. Sapore di mare 2 - Un anno dopo                                                       | 1984 |
| італ. Vediamoci chiaro                                                                      | 1984 |
| італ. Notti e nebbie                                                                        | 1984 |
| італ. Yesterday - Vacanze al mare                                                           | 1985 |
| італ. Giovanni Senzapensieri                                                                | 1986 |
| італ. Atto d'amore                                                                          | 1986 |
| італ. Lo scialo                                                                             | 1987 |
| італ. Il volpone                                                                            | 1988 |
| італ. Compagni di scuola                                                                    | 1988 |
| італ. Festa di Capodanno                                                                    | 1988 |
| італ. Addio e ritorno                                                                       | 1995 |
| італ. Morte di una strega                                                                   | 1995 |
| італ. Uno di noi                                                                            | 1996 |
| італ. Mamma, mi si è depresso papà                                                          | 1996 |
| італ. Lo zio d'America                                                                      | 2002 |
| італ. Provaci ancora prof!                                                                  | 2007 |
| італ. SoloMetro                                                                             | 2007 |
| італ. I Cesaroni                                                                            | 2009 |
| італ. Carlo!                                                                                | 2012 |
| італ. My Father Jack                                                                        | 2016 |
| італ. Attesa e cambiamenti                                                                  | 2016 |
| італ. The Paolella Connection                                                               | 2016 |
| італ. Don Matteo                                                                            | 2016 |
| італ. La mia famiglia a soqquadro                                                           | 2017 |

### Режисерка і сценаристка
- італ. Uomini & donne, amori & bugie (2003);
- італ. L'ultima estate (2009).

### Продюсерка
- італ. Agente matrimoniale (2006);
- італ. L'ultima estate (2009).

### Театр
- «Квітка кактуса» (італ. Fiore di cactus), 2008;
- італ. Suoceri sull'orlo di una crisi di nervi, 2011;
- італ. Due ragazzi irresistibili, 2011.

### Телевізійні програми
- Un disco per l'estate (Rai 1, 1983);
- Sotto le stelle (Rai Uno, 1984);
- Ballando con le stelle (Rai 1, 2018);
- Grande Fratello VIP (Canale 5, 2018);
- Live — Non è la D'Urso (Canale 5, 2019–2021).

### Радіо
- Il mattiniere (Rai Radio 2, 1976);
- Varietà, varietà (Rai Radio 1, 1984–1986);
- Effetto notte — Il cinema come non l'avete mai sentito (Rai Radio 2, 2015–2017).

## Нагороди
- Давид ді Донателло
  - 1982 — найкраща жіноча роль («Бороталко», 1982);
- Срібна стрічка
  - 1982 — найкраща жіноча роль («Бороталко», 1982);
  - 2004 ― номінація на найкращого режисера («Чоловіки та жінки, кохання та брехня», 2003);
- Золотий кубок
  - 1982 — найкраща жіноча роль у фільмі «Оголена ді Донна»;
- Монреальський кінофестиваль
  - 1982 — Найкраща жіноча інтерпретація «Бороталко».